# Kế hoạch A (phim truyền hình)
Kế Hoạch A (phồn thể: A計劃, giản thể: A计划, phiên âm: A Gai Wak / A Ji Hua, tiếng Anh: Project A), là một bộ phim truyền hình hài hước và hành động do Trung Quốc và Hồng Kông hợp tác sản xuất, đạo diễn bởi Vương Tinh. Phim được phát sóng ở Đài Loan trên kênh CTV từ ngày 5 tháng 7 năm 2007 đến ngày 31 tháng 7 năm 2007.

## Nội dung
Tiểu Lạt Ba mơ ước được làm cảnh sát đề trừng trị kẻ ác, nên anh đã gia nhập hải quân. Ở đây anh quen với đám bạn Bánh Đậu Đỏ, Kẹo Mạch Nha, Bánh Mập và Bánh Quẩy, cùng viên chỉ huy Đường Lang lười biếng, nhát gan, mê ngủ nhưng lại là một chân nhân bất lộ tướng.
Trên con tàu từ Anh về nước, Hạ Định Quốc gặp Cao Mạn Ni, cả hai hợp sức bắt được tên hải tặc Cổ Báo, anh nổi danh khắp Hồng Kông, rồi được giữ chức tổng cảnh ty. Định Quốc trở thành bạn tốt của Tiểu Lạt Ba sau lần hải đội hải quân và lục quân giao đấu.
An Bang là anh cùng cha khác mẹ với Định Quốc, hắn luôn ganh ghét em trai. Để tước đoạt những thứ Định Quốc đang có, để lấy được Mạn Ni, hắn sẵn sàng ra tay giết vợ chưa cưới và tìm mọi cách hãm hại Định Quốc. An Bang nhẫn tâm giết cha để chiếm đoạt gia sản và đổ tội cho Định Quốc, Tiểu Lạt Ba, Đường Lang. Cả ba bị truy nã khắp Hồng Kông. Họ đã lập lời thề báo thù.
Sau đó Định Quốc lên đường đến Nam Dương, còn Đường Lang và Tiểu Lạt Ba thì vượt bao vất vả để tìm thầy học võ. Cuối cùng họ trở về Hồng Kông để tiến hành một kế hoạch trả thù bí mật mang tên Kế hoạch A, quyết đấu cùng An Bang…

## Diễn viên
- Trương Vệ Kiện vai Tiểu Lạt Ba
- Lưu Viên Viên vai Cổ Từ
- Đàm Diệu Văn vai Hạ Định Quốc
- Chung Hân Đồng vai Cao Mạn Ni
- Vương Tinh vai Đường Lang
- Nguyên Thu vai Đậu Thái thái
- Trần Vĩ vai Liễu Như Nhan
- Lương Gia Nhân vai Cổ Tiếu
- Trương Linh Tâm vai Cổ Từ
- Ngô Khánh Triết vai Hạ An Bang
- Nhiếp Viễn vai Đường Lang (lúc trẻ)
- Ngô Hạo Khang vai Đại Nhạc
- Lý Quốc Hoa vai Hạ Lương Tài